# Pentanisia prunelloides
Pentanisia prunelloides är en måreväxtart som först beskrevs av Johann Friedrich Klotzsch, och fick sitt nu gällande namn av Wilhelm Gerhard Walpers. Pentanisia prunelloides ingår i släktet Pentanisia och familjen måreväxter.

## Underarter
Arten delas in i följande underarter:
- P. p. latifolia
- P. p. prunelloides